# Рихтер, Пётр Александрович
Пётр Александрович Рихтер (нем. Peter Paul Aleksander Richter; 1829—1895) — русский правовед, тайный советник и почётный мировой судья, статс-секретарь императора Александра III.

## Биография
Родился 1 января 1829 года[по какому календарю?] в семье лейб-медика А. А. Рихтера (1792—1873).
В службе и классном чине с 27 мая 1848 года после окончания Императорского училища правоведения. Служил секретарём 5 департамента Сената.
В 1852 году переведён чиновником в Министерство внутренних дел; с 1853 года — коллежский асессор, чиновник для особых поручений Департамента уделов Министерства императорского двора. В 1855 году произведён в  надворные советники; в 1858 году — в коллежские советники.
Служил управляющим Самарской удельной конторой до 1878 года. В 1862 году произведён в статские советники, 27 марта 1866 года — в действительные статские советники. С 1869 года почётный мировой судья города Самары, председатель Самарского съезда мировых судей. 
С 1877 года был главноуполномоченным Общества попечения о раненых и больных воинах в Сербии, Черногории и Румынии.
С 1878 года член Совета и с 1884 по 1890 годы — управляющий Департамента уделов. В 1881 году, 12 апреля, был произведён в тайные советники; был председателем временной коронационной комиссии Министерства императорского двора. В 1883 году пожалован в статс-секретари императора Александра III; был также почётным мировым судьёй Дисненского округа Виленской губернии.
Умер 27 апреля (9 мая) 1895 года в селе Дорошковичи Виленской губернии (ныне, на территории Дисны в Миорском районе Витебской области Белоруссии).
Его жена — Екатерина Константиновна (ум. 27.06.1903). Их сын — Александр (1859—30.04.1907).

## Награды
российские
- орден Св. Анны 2-й ст. (1860)[2]
- орден Св. Владимира 3-й ст. (1864)[2]
- орден Св. Станислава 1-й ст. (1868)
- орден Св. Анны 1-й ст. (1870)
- орден Св. Владимира 2-й ст. (1878)
- орден Белого орла (1886)
- Орден Святого Александра Невского (01.04.1890[3])

иностранные
- румынский орден Звезды 2-й ст. (1878)
- орден Фридриха Большого креста (1878)
- черногорский орден Князя Даниила I 2-й ст. (1879)
- прусский орден Короны 1-й ст. (1883)
- императорский австрийский орден Франца Иосифа 1-й ст (1883)
- орден Короны Италии 1-й ст. (1883)
- орден Полярной звезды 1-й ст. (1883)
- орден Церингенского льва 1-й ст. (1883)
- черногорский орден Князя Даниила I 1-й ст. (1883)
- орден Саксен-Эрнестинского дома 1-й ст. (1883)
- орден «Святой Александр» 1-й ст. (1883)
- орден Восходящего солнца 1-й ст. (1886)